# Морски слонови
Морски слонови или фоке слонови (лат. Mirounga) су род животиња из породице правих фока. Овде спадају Северни морски слон и Јужни морски слон. Сматра се да потичу из периода Плиоцена из околине Новог Зеланда, а развијали су се у области Тихог океана.